# Dyrektorium
Dyrektorium – kolegialne ciało zarządzające zakonem krzyżackim w latach 1662–1664.
Dyrektorium było nadzwyczajnym zarządem zakonu krzyżackiego powołanym po śmierci wielkiego mistrza Leopolda Wilhelma Habsburga z powodu małoletniości jego koadiutora, arcyksięcia Karola Józefa Habsburga.
Dyrektorium składało się z trzech najważniejszych i najbardziej zasłużonych komturów w hierarchii zakonnej. Byli to:
- komtur krajowy baliwatu Westfalii
- komtur krajowy baliwatu Austrii
- komtur baliwatu Alden Biesen.

Dyrektorium wydawało decyzje w imieniu Karola Józefa Habsburga, który do czasu osiągnięcia pełnoletniości nie mógł pełnić żadnych funkcji zakonnych, w tym objąć urzędu wielkiego mistrza. Dbało o interesy wewnętrzne zgromadzenia oraz prowadziło politykę tej instytucji. Dyrektorium przestało istnieć w 1664 roku po nagłej śmierci Karola Józefa Habsburga i po wyborze administratorem urzędu wielkiego mistrza Jana Kaspra von Ampringena.

## Członkowie Dyrektorium
- 1662–1663 Augustyn von Liechtenstein
- 1663–1664 Filip von Gravenegg
- 1662–1664 Jan von Ampringen
- 1662–1664 Edmund von Bocholtz